# Dicerca aenea
Dicerca aenea é uma espécie de insetos coleópteros polífagos pertencente à família Buprestidae.
A autoridade científica da espécie é Linnaeus, tendo sido descrita no ano de 1766.
Trata-se de uma espécie presente no território português.